# Hahnenschweifweber
Der Hahnenschweifweber (Euplectes progne) auch Hahnenschweifwida zählt innerhalb der Familie der Webervögel (Ploceidae) zur Gattung der Feuerweber (Euplectes).
Das Artepitheton kommt von altgriechisch Πρόγνη progne, deutsch ‚Schwalbe‘.

## Merkmale
Der Hahnenschweifweber ist 19–21 cm groß und 33–46 g schwer; mit dem ungewöhnlich langen Schweif im Prachtkleid erreicht er 50–71 cm. Das Weibchen ist kleiner und leichter.
Der Vogel hat einen kräftigen konischen, hell gefärbten Schnabel, schwarze Augen und ockerfarbene Beine.
Das Männchen hat eine orange-rote Schulter. Im Prachtkleid sind Kopf, Brust, Bauch und Mantel schwarz gefärbt. Im Schlichtkleid trägt er wie das Weibchen ein gestreift braun-ockerfarbenes Federkleid, einen hellen Überaugenstreif und schwarze Schwanzfedern.
Jungtiere haben noch keine Schulterstreifen und sind am Bauch hell.

## Verbreitung und Lebensraum
Hahnenschweifweber kommen in Afrika in geeigneten Gebieten vieler Länder südlich des Äquators vor. Großräumige Ausnahmen bilden Namibia und das westliche Südafrika sowie Uganda – Ruanda – Tansania.  Die Vögel sind häufig und in Höhenlagen zwischen 1800 und 2800 m in Offenland-Lebensräumen zu finden, vor allem im kurzen Grasland, aber auch in Moor-, Marsch- und Kulturland.

## Geografische Variation
Es werden folgende Unterarten anerkannt:
- E. p. delamerei (Shelley, 1903), im Hochland Kenias
- E. p. delacouri Wolters, 1953, im Süden der Demokratischen Republik Kongo, Angolas und im Westen und Nordosten Sambias
- E. p. progne (Boddaert, 1783), im Südosten Botswanas, im Osten Südafrikas, im Westen Eswatinis und in Lesotho
- E. p. ansorgei Neumann, 1908[2]

## Ernährung
Hahnenschweifweber ernähren sich von Grassamen, beispielsweise von Borstenhirsen (Setaria sphacelata), Dallisgräsern (Paspalum dilatatum und Paspalum distichum) und Lampenputzergräsern.

## Fortpflanzung
Die Brutzeit liegt in Angola im Februar, in der Demokratischen Republik Kongo zwischen Dezember und April, in Sambia zwischen April und Mai und in Kenia zwischen November und Januar.

## Gefährdungssituation
Der Hahnenschweifweber gilt als nicht gefährdet (Least Concern).